# Proxima Centauri
Proxima Centauri (lat. proxima ,Nächstgelegene‘ (Endung -a in Genuskongruenz zu lat. stella ,Stern‘) und centauri, Genitiv zu centaurus ‚Kentaur‘), auch V645 Centauri oder Alpha Centauri C genannt, ist mit einer Entfernung von etwa 4,247 Lichtjahren (ca. 1,30 pc oder 4·1013 km) der der Sonne nächstgelegene Stern. Der Zusatz V645 Centauri folgt den Regeln zur Benennung veränderlicher Sterne und besagt, dass er der 645. Veränderliche ist, der im Sternbild Zentaur entdeckt wurde.
Wegen seiner Position am Südhimmel kann der Stern nicht von Europa aus beobachtet werden, sondern nur von Standorten südlich des 27. Breitengrades Nord. Da er mit seiner geringen scheinbaren Helligkeit von 11,13 mag mit bloßem Auge nicht sichtbar ist, wurde er erst im Jahr 1915 entdeckt. Selbst unter guten Bedingungen ist ein Fernrohr mit einer Öffnung von mindestens 8 cm notwendig, um ihn sehen zu können.
Proxima Centauri umkreist Alpha Centauri A und Alpha Centauri B innerhalb von 591.000 Jahren in einem Abstand zwischen 5270 und 12.900 AE. Die drei Sterne bilden zusammen ein hierarchisches Dreifachsternensystem. Die derzeitige Entfernung beträgt 0,2 Lichtjahre, die scheinbare Distanz am Himmel etwa 2°.
Proxima Centauri ist Zentralstern eines Planetensystems. Die Entdeckung des ersten bekannten Planeten Proxima Centauri b wurde im August 2016 bekanntgegeben und die des zweiten Proxima Centauri c im Juni 2020. Im Februar 2022 wurde die Auffindung eines dritten Planeten, Proxima Centauri d, verlautbart, der Proxima Centauri in 5,12 Tagen in einer mittleren Entfernung von 0,03 Astronomischen Einheiten umkreist. Proxima Centauri d besitzt etwa ein Viertel der Erdmasse und wurde mit dem Very Large Telescope der Europäischen Südsternwarte ESO in Chile entdeckt.

## Physikalische Eigenschaften

Größe und Farbe der Sonne, verglichen mit den Sternen Alpha Centauri A, Alpha Centauri B und Proxima Centauri

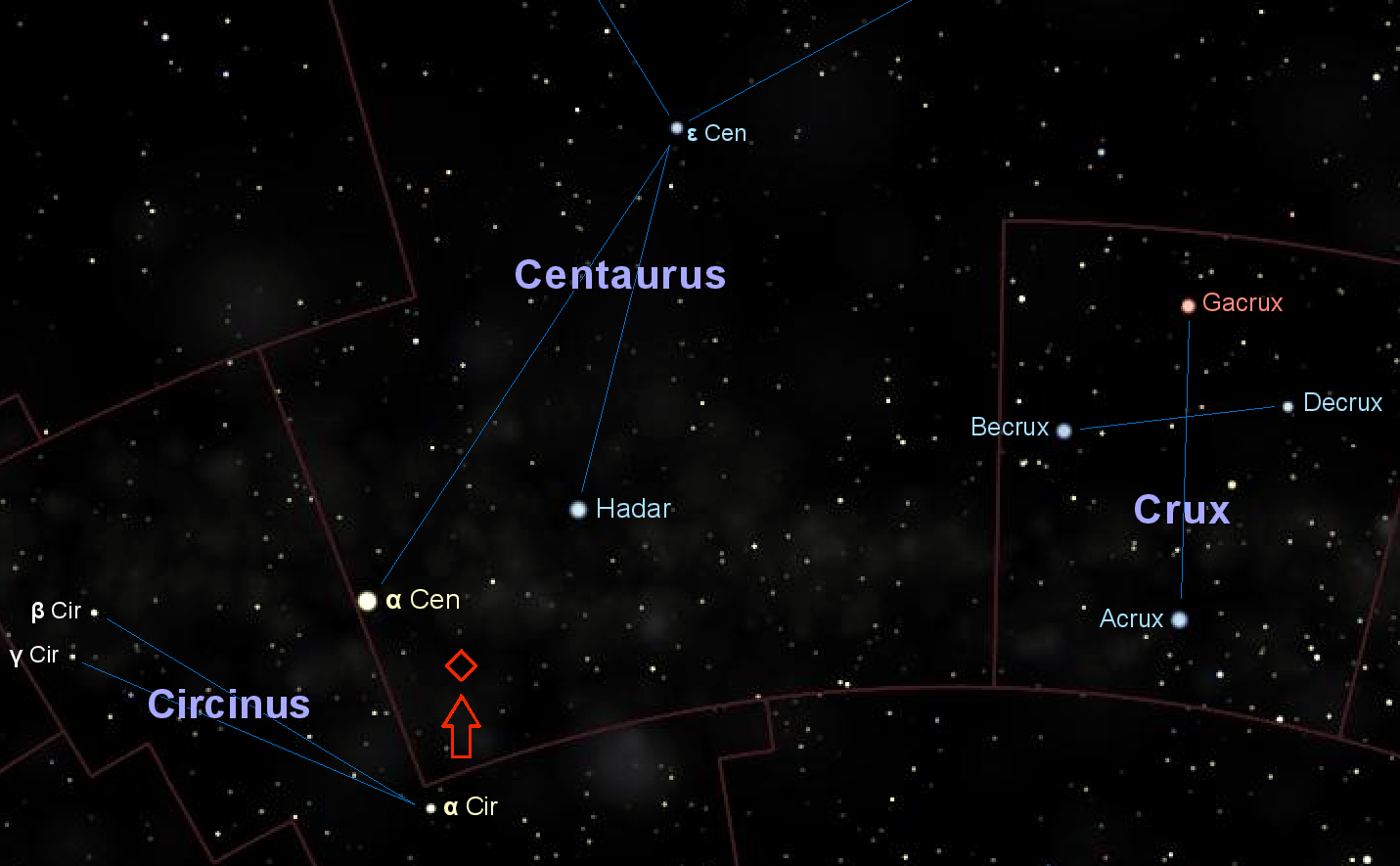
Die Position von Proxima Centauri

Proxima Centauri ist ein Roter Zwerg der Spektralklasse M, also ein Hauptreihenstern. Mit der Klassifikation M6 zählt er zu den späten M-Zwergsternen und hat an seiner Oberfläche (Photosphäre) eine relativ geringe Temperatur von 2992 K (2719 °C).
Infolge der geringen Entfernung von 4,2 Lj konnte das VLTI 2002 mit Hilfe des optischen Interferometers den Winkeldurchmesser auf 1,02 ± 0,08 mas (Millibogensekunden) bestimmen, woraus sich ein Durchmesser von ca. 200.000 km ergibt. Das entspricht etwa einem Siebtel des Durchmessers der Sonne oder dem Anderthalbfachen des Jupiters.
Trotz seiner Nähe zur Erde beträgt seine scheinbare Helligkeit nur 11,05m. Dies ist nur ein Hundertstel der schwächsten, mit bloßem Auge sichtbaren Sterne, deren Helligkeit etwa 6m beträgt. Die absolute Helligkeit beträgt 15,5M. Stünde Proxima Centauri als das Zentralgestirn des Sonnensystems an der Stelle der Sonne, würde er 1/50 ihrer Fläche einnehmen und je nach Vollmondentfernung etwa 17- bis 27-mal so hell wie der Vollmond leuchten. Die Planeten wären unsichtbar, ausgenommen Venus, die gerade noch als Objekt der sechsten Größenklasse erkannt werden könnte. Der Vollmond wäre eine matte rote Scheibe mit einer scheinbaren Helligkeit von −2m.
Die Leuchtkraft von Proxima Centauri beträgt 0,014 % der Sonne; im sichtbaren Bereich strahlt der Stern mit 0,0056 % ihrer Leuchtkraft. Das Maximum der abgegebenen Strahlung liegt im Infrarotbereich bei einer Wellenlänge von 1,2 µm. Die Chromosphäre dieses Sterns ist aktiv und zeigt eine starke Emission von einfach ionisiertem Magnesium bei 280 nm.
Die Masse von Proxima Centauri entspricht etwa 12 % der Sonnenmasse (ca. 130 Jupitermassen). Wäre seine Masse um ein Drittel kleiner, könnte in seinem Inneren kein Wasserstoffbrennen mehr stattfinden und er wäre als Brauner Zwerg zu klassifizieren. Die Schwerkraft g auf der Sternoberfläche beträgt log(g/(cm/s²)) = 5,20.
Bei allen Hauptreihensternen steigt die durchschnittliche Dichte mit abnehmender Masse. So hat dieser relativ kleine Stern eine durchschnittliche Dichte von 57 g/cm³ (siehe auch Sternaufbau). Zum Vergleich hat die Sonne eine durchschnittliche Dichte von 1,41 g/cm³.
Proxima Centauri weist eine Rotationsperiode von etwa 83 Tagen auf. Von Proxima Centauri geht ein relativ schwacher Sternwind aus. Der Massenverlust beträgt nicht mehr als etwa 20 % des Massenverlusts der Sonne durch den Sonnenwind. Da der Stern viel kleiner ist, ist jedoch der Massenverlust pro Einheit der Oberfläche etwa achtmal so hoch wie bei der Sonne.

### Flarestern
Proxima Centauri fällt in die Kategorie Flarestern, da seine Helligkeit aufgrund von magnetischer Aktivität von Zeit zu Zeit über den Durchschnittswert steigt. Wegen seiner geringen Masse ist das Innere des Sterns völlig konvektiv (die erzeugte Wärme wird durch Plasmaströmungen nach außen transportiert, nicht durch Strahlung). Konvektion ist verbunden mit der Erzeugung und dem Transport eines stellaren magnetischen Feldes. An der Oberfläche wird die magnetische Energie dieses Feldes durch Flares freigesetzt, welche die Gesamthelligkeit des Sterns mehr als verdoppeln können. Das entspricht etwa einer Helligkeitssteigerung von einer Magnitude.
Diese Flares können bis auf die Größe des Sterns anwachsen und bis zwei Millionen Kelvin heiß werden. Aufgrund dieser hohen Temperatur können sie Röntgenstrahlen in ähnlicher Intensität wie die Sonne abgeben. Die maximale Leistung der Röntgenstrahlung der größten Flares kann 1021 W erreichen.
Etwa 88 % der Oberfläche könnten aktiv sein; das ist ein viel höherer Anteil als bei der Sonne, sogar höher als während der höchsten Aktivität im Sonnenfleckenzyklus. Auch in ruhigen Perioden mit wenigen oder keinen Flares erhöht diese Aktivität die Temperatur der Korona von Proxima Centauri bis auf 3,5 Millionen K, während die Temperatur der Sonnenkorona nur etwa 2 Millionen K beträgt.
Die Gesamtaktivität von Proxima wird im Vergleich mit anderen roten Zwergen als relativ hoch betrachtet, was zum geschätzten Alter des Sterns nicht ganz passt, da sich die Aktivität roter Zwerge kontinuierlich über Milliarden Jahre aufgrund der nachlassenden Rotationsgeschwindigkeit verringert.
Die Nähe des Sterns erlaubt genaue Beobachtungen der Flareaktivität. Sie wurden durch EXOSAT- und ROSAT-Satelliten beobachtet und scheinen einen Zyklus von etwa 400 Tagen zu haben.
Proxima Centauri ist auch ein wichtiges Objekt der meisten Observatorien, die sich mit Röntgenstrahlen befassen, wie das XMM-Newton und das Chandra. Im Jahr 1980 produzierte das Einstein Observatory (High Energy Astronomy Observatory 2) eine genaue Kurve der Röntgenenergie eines solchen stellaren Flares. Die Röntgenstrahlenemission von kleineren, sonnenähnlichen Flares wurden durch den japanischen ASCA-Satelliten 1995 beobachtet.

### Weitere Entwicklung
Da Proxima Centauri wie alle Roten Zwerge eine relativ geringe Energieproduktion aufweist und sowohl die Wärme als auch alle Materie mittels Konvektion transportiert, wird das durch die Kernfusion produzierte Helium gleichmäßig im Stern verteilt und sammelt sich nicht, wie bei der Sonne, im Kern an. Ebenfalls anders als bei der Sonne, bei der nur etwa 10 % des vorhandenen Wasserstoffs fusioniert, bevor der Stern die Hauptreihe verlässt, verbraucht Proxima Centauri einen viel höheren Anteil, bevor die Fusion von Wasserstoff aufhört.
Während der Anteil des Heliums aufgrund des Wasserstoffbrennens ansteigt, wird der Stern kleiner und heißer und ändert dabei seine Farbe von Rot nach Blau. Während dieser Periode wird der Stern bedeutend heller und erreicht dabei bis 2,5 % der derzeitigen Sonnenleuchtkraft. Gleichzeitig nimmt die Erwärmung aller Objekte, die ihn umkreisen, für einige Milliarden Jahre zu.
Ein Roter Zwerg mit der Masse von Proxima Centauri wird für etwa 4 Billionen Jahre in der Hauptreihe verweilen, viel länger als die meisten Hauptreihensterne. Das entspricht dem 300-fachen Alter des heutigen Universums. Wenn schließlich der Wasserstoffvorrat erschöpft ist, wird sich Proxima Centauri, ohne in die Phase des Roten Riesen zu kommen, zu einem Weißen Zwerg weiterentwickeln. Daraufhin wird er langsam seine verbliebene Wärme verlieren.

## Astrometrie

Entfernungen der sonnennächsten Sterne in einem Zeitraum von 20.000 Jahren in der Vergangenheit bis 80.000 Jahre in die Zukunft

Position im Äquatorialen Koordinatensystem: Proxima Centauri liegt südlich des Himmelsäquators

### Galaktische Umlaufbahn
Proxima Centauri umrundet das Zentrum der Milchstraße in einer Entfernung, die zwischen 8,313 und 9,546 kpc variiert mit einer Exzentrizität von 0,069.
Seine von der Erde aus beobachtbare Eigenbewegung am Himmel ist wegen der geringen Entfernung mit jährlich 3,85″ (Bogensekunden) relativ groß. In etwa 500 Jahren legt er die Distanz einer Vollmondbreite zurück.

### Entfernung
Durch Messungen der Parallaxe von 772,3 ± 2,4 mas durch Hipparcos und den noch präziseren Wert von 768,7 ± 0,3 mas, ermittelt durch den Fine Guidance Sensor des Hubble-Weltraumteleskops, konnte die Entfernung von Proxima Centauri von der Erde auf etwa 4,2 Lichtjahre (oder 270.000 AE) bestimmt werden. Im Ende 2020 veröffentlichten Katalog Gaia EDR3 der Gaia-Sonde ist die Parallaxe noch genauer zu 768,07 ± 0,05 mas bestimmt worden.
Proxima Centauri ist seit 32.000 Jahren der sonnennächste Stern und wird es weitere 30.000 Jahre bleiben, bis er von Ross 248 abgelöst wird. In etwa 26.700 Jahren wird Proxima Centauri mit einem Abstand von 3,11 Lj seine größte Annäherung an die Sonne erreicht haben.

## Zugehörigkeit zum Alpha-Centauri-System
Die Zugehörigkeit von Proxima Centauri zu Alpha Centauri wurde Ende 2016 geklärt.
Der Winkelabstand von Proxima zu Alpha Centauri am Himmel beträgt etwa 2 Grad (vier Vollmondbreiten). Er ist damit etwa 12.500 ± 700 AE oder 0,2 Lj von diesem Doppelsternsystem entfernt (1/20 seiner Distanz zur Sonne). Das entspricht etwa dem 1000-fachen Abstand zwischen Alpha Centauri A und Alpha Centauri B oder dem 500-fachen Abstand Neptuns zur Sonne.
Astrometrische Messungen wie die des Hipparcos-Satelliten legten bereits die Vermutung nahe, dass sich Proxima Centauri in einer Umlaufbahn um das Doppelsternsystem befindet. Nach aktuellen Messungen beträgt die Umlaufdauer 591.000 Jahre. Deshalb wird er auch als Alpha Centauri C bezeichnet. Anhand dieser Daten wäre die Umlaufbahn mit einem Minimalabstand von 5270 AE und einem Maximalabstand von 12.900 AE vom inneren Doppelsternsystem deutlich exzentrisch. Proxima Centauri wäre jetzt nahe seinem Apozentrum (dem entferntesten Punkt in seiner Umlaufbahn um Alpha Centauri A und B).
Einige Radialgeschwindigkeitsmessungen, z. B. im Gliese-Katalog, weichen jedoch von den für ein gebundenes System erwarteten Werten ab, so dass nicht auszuschließen war, dass es sich nur um eine zufällige Sternbegegnung handelt. Diese Vermutung wurde durch Simulationsrechnungen gestützt, die ausgehend von der berechneten Bindungsenergie des Systems nur in 44 Prozent der untersuchten Möglichkeiten ein gebundenes System ergaben.
Nach Einschätzungen von Matthews et al. – unter Berücksichtigung der geringen Distanz und der ähnlichen Eigengeschwindigkeit – standen die Chancen, dass die beobachtete Anordnung zufällig ist, jedoch nur etwa 1 zu 1.000.000.
Untersuchungen aus dem Jahr 1994 weisen darauf hin, dass Proxima Centauri zusammen mit dem inneren Doppelsternsystem und neun weiteren Sternsystemen eine Bewegungsgruppe bildet. Demzufolge würde er nicht das Paar Alpha Centauri in einer gebundenen Bewegung umrunden, sondern seine Bahn würde durch das Doppelsternsystem hyperbolisch gestört. Das bedeutet, Proxima Centauri würde nie einen vollen Umlauf um Alpha Centauri A und B vollführen.

## Umgebung
Von Proxima aus gesehen erscheint das Doppelsternsystem Alpha Centauri A und B als ein sehr heller Stern mit einer scheinbaren Helligkeit von −6,80m. Abhängig von der Position von A und B in ihren Umlaufbahnen wäre der Doppelstern mit bloßem Auge einmal leicht zu trennen, dann wieder als ein einzelner Stern zu sehen. Alpha Centauri A erschiene mit einer Helligkeit von −6,52m, B hingegen mit −5,19m. Nach diesem Doppelsternsystem und der Sonne ist Barnards Pfeilstern mit 6,6 Lichtjahren der nächste Nachbar von Proxima Centauri. Die Sonne erscheint von Proxima aus als 0,4m heller Stern im Sternbild Kassiopeia.
Von Alpha Centauri aus wäre Proxima trotz seines geringen Abstands (ein Viertel-Lichtjahr) nur als unauffälliger Stern mit einer Helligkeit von 4,5m zu sehen. Dies zeigt, wie lichtschwach der rote Zwergstern tatsächlich ist.
Es ist vorstellbar, dass Proxima Centauri im Perizentrum einige Kometen aus einer kugelförmigen Kometenwolke (ähnlich der vermuteten Oortschen Wolke um das Sonnensystem), welche sich um den Sternen Alpha Centauri A und B befinden könnte, ablenkt und damit eventuelle terrestrische Planeten um die Sterne A und B mit Wasser versorgen könnte. Wenn Proxima während seiner Entstehung an das Alpha-Centauri-System gebunden war, dann ist es sehr wahrscheinlich, dass die Sterne mit der gleichen Elementverteilung aufgebaut sind. Zusätzlich hätte der Einfluss der Schwerkraft die protoplanetare Scheibe Alpha Centauris aufgerührt. Dies hätte die Anreicherung von Eismassen (wie auch Wassereis) gefördert. Ein möglicher terrestrischer Planet wäre dadurch mit Material versorgt worden.

### Planetensystem
| Umlaufzeit (Tage) | Halbachse (AE) | Maximum Masse (× Erde) |
| ----------------- | -------------- | ---------------------- |
| 3,6–13,8          | 0,022–0,054    | 2–3                    |
| <100              | <0,21          | 8,5                    |
| <1000             | <1             | 16                     |

Proxima Centauri gehörte zusammen mit Alpha Centauri A und B zu den vorrangigen Zielen für die „Space Interferometry Mission“ (SIM) der NASA. Theoretisch hätte SIM Planeten entdecken können, die mindestens die dreifache Erdmasse haben und ihren Zentralstern innerhalb von 2 AE umkreisen. Das Projekt wurde jedoch 2010 eingestellt.
Bei einer Untersuchung durch den Faint Object Spectrograph des Hubble-Weltraumteleskops 1998 schien es, als ob ein Begleiter, der Proxima in einem Abstand von 0,5 AE umkreist, aufgespürt worden sei. Bei der nachfolgenden Suche mit der Wide Field Planetary Camera 2 fand man keine Hinweise mehr.
Falls Proxima Centauri von einem Planeten umkreist würde, würden sich beide um den gemeinsamen Schwerpunkt drehen, was im Laufe jeder Umrundung zu einem je nach Masse des Begleiters schwächeren oder stärkeren Schwanken der Bahn des Sterns führen müsste, die in entsprechenden Abweichungen erkennbar wären. Wenn die Bahnebene gegenüber der Sichtlinie von der Erde aus geneigt wäre, dann würden diese Schwankungen die Radialgeschwindigkeit von Proxima Centauri verändern.
Trotz vieler Messungen wurden jedoch lange Zeit keine solchen Wechsel zweifelsfrei beobachtet, so dass man zunächst keine massereichen Begleiter vermutete. Nach ersten Hinweisen auf einen möglichen Planeten im Jahr 2013 wurde schließlich das „Pale Red Dot“-Projekt ins Leben gerufen mit dem Ziel, erdähnliche Planeten um Proxima Centauri aufzuspüren. Nach zwei Jahren Vorbereitungszeit wurde das Alpha-Centauri-System in der ersten Jahreshälfte 2016 regelmäßig mit dem HARPS-Spektrographen am La-Silla-Observatorium der ESO und anderen erdgebundenen Teleskopen beobachtet. Im August 2016 konnte die Existenz von Proxima Centauri b mit einer Masse von mindestens 1,3 Erdmassen und einer Umlaufzeit von 11,19 Tagen mit hoher Signifikanz bestätigt werden. Im Jahre 2019 wurde der Kandidat Proxima Centauri c entdeckt, welcher sich weit außerhalb der habitablen Zone befinden würde. Aufgrund der geringen Leuchtkraft seines Zentralsterns hat Proxima Centauri c in einer Entfernung von 1,5 AE eine Gleichgewichtstemperatur von lediglich 39 K. Im Jahre 2020 legten Messungen mit dem ESPRESSO-Spektrographen nahe, dass der Planet Proxima Centauri b eine Mindestmasse von 1,17 Erdmassen aufweist. Zusätzlich wurden Signale entdeckt, die den Schluss auf einen dritten Begleiter mit nur einem Drittel Erdmasse zuließen. Der Planet Proxima Centauri d wurde schließlich in einer weiteren Publikation 2025 bestätigt. Hierbei wurden auch Mindestmasse sowie Gleichgewichtstemperatur der Planeten bestimmt. Dabei befinden sich sowohl Proxima Centauri d als auch b in der habitablen Zone. Zusätzlich wurde auch die echte Masse der Planeten anhand einer angenommenen Neigung des Systems von 47° zum Sonnensystem abgeschätzt. Der Planet Proxima Centauri c konnte in dieser Studie 2025 jedoch nicht bestätigt werden, womit dessen Existenz als unsicher gilt.
| Planet (Reihenfolge vom Stern aus) | Entdeckt | Mindestmasse M sin i (Erdmassen) | Masse (Erdmassen) | Große Halbachse der Bahn (AU) | Umlaufzeit (Tage) | Gleichgewichts- temperatur (Kelvin) |
| ---------------------------------- | -------- | -------------------------------- | ----------------- | ----------------------------- | ----------------- | ----------------------------------- |
| d                                  | 2025     | 0,26 ± 0,04                      | 0,36 ± 0,07       | 0,0288 ± 0,0002               | 5,12              | 282 ± 23                            |
| b                                  | 2016     | 1,06 ± 0,06                      | 1,44 ± 0,21       | 0,0485 ± 0,0003               | 11,18             | 218 ± 18                            |

### Möglichkeit von Leben
Aus Modellen geht hervor, dass ein Planet, an dessen Oberfläche Temperaturen über dem Gefrierpunkt herrschen sollten, nicht weiter als 0,032 AE von Proxima Centauri entfernt sein dürfte. Wenn ein Planet derart nahe um einen Stern kreist, würde sich durch die Gezeitenkräfte eine gebundene Rotation einstellen: Eine Seite der Oberfläche wäre dauernd dem Stern zugewandt, der, abgesehen von der kurzen jahreszeitlichen Schwankung, immer an der gleichen Stelle am Himmel zu sehen wäre. Ein Jahr wäre bei dieser Nähe zum Zentralgestirn höchstens 6,3 Erdentage lang, was aufgrund der oben genannten gebundenen Rotation zugleich der siderischen Tageslänge dieses Planeten entspricht. Sogar diese langsame Rotation würde ausreichen, um ein magnetisches Feld zu erzeugen, vorausgesetzt, das Innere des Planeten bliebe geschmolzen. Wäre das Magnetfeld zu schwach, würden die Massenauswürfe der Korona die Atmosphäre eines Planeten durch die fehlende magnetische Ablenkung massiv erodieren.
Die bei Proxima Centauri immer wieder vorkommenden Flareausbrüche würden Leben kaum zulassen. Innerhalb von wenigen Minuten könnte sich die Leuchtkraft des Sterns verdoppeln oder verdreifachen; ein am 24. März 2017 beobachteter Flare erreichte sogar für etwa 10 Sekunden die tausendfache Leuchtkraft gegenüber dem Ruhezustand. Solche Flares könnten die Atmosphären eines jeden Planeten, der sich in der habitablen Zone befindet, zerstören.

### Interstellare Reise
Proxima Centauri wurde wegen seiner geringen Entfernung oft als sinnvollstes erstes Ziel für interstellare Reisen vorgeschlagen, obwohl er als Flarestern ein schwieriges Ziel darstellt. Bei der jetzigen Entfernung würde eine Raumsonde, die beispielsweise mit 61.000 km/h so schnell ist wie die Raumsonde Voyager 1, ca. 75.000 Jahre für die Reise benötigen.
Mit dem Projekt Longshot existiert ein Konzept, bei dem Proxima Centauri und die von ihm 0,2 Lichtjahre entfernten Sterne Alpha Centauri A und B theoretisch in etwa 100 Jahren erreicht werden könnten.

## Entdeckung
Lange Zeit wurde Alpha Centauri für den nächsten Nachbarstern des Sonnensystems gehalten, bis im Jahre 1915 Robert Innes, der damalige Direktor des Union-Observatoriums in Johannesburg, durch Vergleich von zwei Photoplatten diesen winzigen Stern in der Nachbarschaft von Alpha Centauri entdeckte und herausfand, dass beide die gleiche Eigenbewegung haben. 1917 maß der niederländische Astronom J. Voûte auf dem Royal Observatory am Kap der Guten Hoffnung die trigonometrische Parallaxe und stellte fest, dass der Stern etwa ebenso weit entfernt ist wie Alpha Centauri und es sich um den lichtschwächsten damals bekannten Stern handelte. Als feststand, dass der schwache Stern noch etwas näher lag, schlug Innes vor, ihn Proxima Centauri zu nennen.
1951 gab Harlow Shapley bekannt, dass es sich bei Proxima Centauri um einen Flarestern handelt. Untersuchungen früherer fotografischer Aufnahmen zeigten, dass die Helligkeit des Sterns in 8 % der Beobachtungen heller als gewöhnlich war. Dies machte ihn zum aktivsten Flarestern, der bis dahin entdeckt worden war.